# Melodifestivalen 2023
El Melodifestivalen 2023 fue la LXIII edición del tradicional festival de la canción sueca. Este festival fue organizado por la Sveriges Television sirviendo como preselección para elegir al representante sueco en el Festival de la Canción de Eurovisión 2023, que se celebró en Liverpool, Reino Unido del 9 al 13 de mayo de 2023. La final del concurso se celebró el 11 de marzo de 2023 en el Friends Arena de Estocolmo, después de cuatro semifinales y una repesca realizadas en las cuatro semanas previos a la última ronda.
La canción ganadora y por tanto, representante de Suecia en Eurovisión, fue «Tattoo» de Loreen, con un total de 177 puntos tras ser la primera opción tanto del jurado internacional, con 92 puntos, como del público, con 85. De esta forma, la cantante consiguió su segunda victoria en el concurso sueco tras su primera victoria en 2012.

## Estructura

### Formato
El festival mantuvo su formato habitual utilizado en las últimas ediciones del concurso con un ligero cambio, con 28 participantes iniciales divididos en 4 semifinales.
Cada semifinal contó con 7 intérpretes, los cuales se sometieron a dos rondas de votación determinadas 100% por el público: la primera en la cual el participante con la mayor cantidad de votos recibiría el primer pase directo a la final. En la segunda ronda, los seis participantes iniciarían con el marcador a 0. La votación del público se dividió en ocho grupos: 3-9 años, 10-15 años, 16-29 años, 30-44 años, 45-59 años, 60-74 años y +75 años así como la votación telefónica. Cada grupo repartió 12, 10, 8, 5, 3 y 1 punto según la cantidad de votos recibidos. La canción que obtuviera más puntos recibiría el segundo pase directo a la final mientras las dos siguientes canciones con mayor puntuación recibieron el pase a la semifinal 5.
La semifinal 5 sufrió un cambio de formato respecto al año anterior: en esta gala participaron ocho temas, dos por cada una de las cuatro primeras semifinales. Los ocho temas se sometieron a una votación determinada al 100 % por el público, siendo de nuevo dividida en los mismos ocho grupos usados en la semifinal, los cuales repartieron puntos según la cantidad de votos recibidos. Las cuatro canciones con la mayor puntuación obtuvieron el pase a la final.
De esta forma, la final contó con 12 participantes. Los doce finalistas se sometieron a una votación compuesta al 50 % por el televoto conforme a los mismos ocho grupos usados en las fases previas, los cuales repartieron cada uno: 12, 10 y 8-1 punto a sus diez canciones más votadas. El restante 50 % correspondió a la votación de los jurados de ocho países, quienes también repartieron cada uno: 12, 10 y 8-1 punto a sus diez canciones predilectas. Sumadas ambas puntuaciones, la candidatura más votada fue declarada ganadora y representante de Suecia en el Festival de la Canción de Eurovisión 2023.

### Sede
El 31 de julio de 2022 se anunciaron las fechas y sedes de las seis galas. Con la confirmación de las seis sedes, Suecia regresó a su tradicional gira interna tras dos años de suspensión por la pandemia de COVID-19.
| Fecha                 | Evento    | Ciudad       | Sede                       |  |
| --------------------- | --------- | ------------ | -------------------------- |  |
| 4 de febrero de 2023  | Gira 1    | Gotemburgo   | Scandinavium               |  |
| 11 de febrero de 2023 | Gira 2    | Linköping    | Saab Arena                 |  |
| 18 de febrero de 2023 | Gira 3    | Lidköping    | Sparbanken Lidköping Arena |  |
| 25 de febrero de 2023 | Gira 4    | Malmö        | Malmö Arena                |  |
| 4 de marzo de 2023    | Semifinal | Örnsköldsvik | Hägglunds Arena            |  |
| 11 de marzo de 2023   | Final     | Estocolmo    | Friends Arena              |  |

### Presentadores

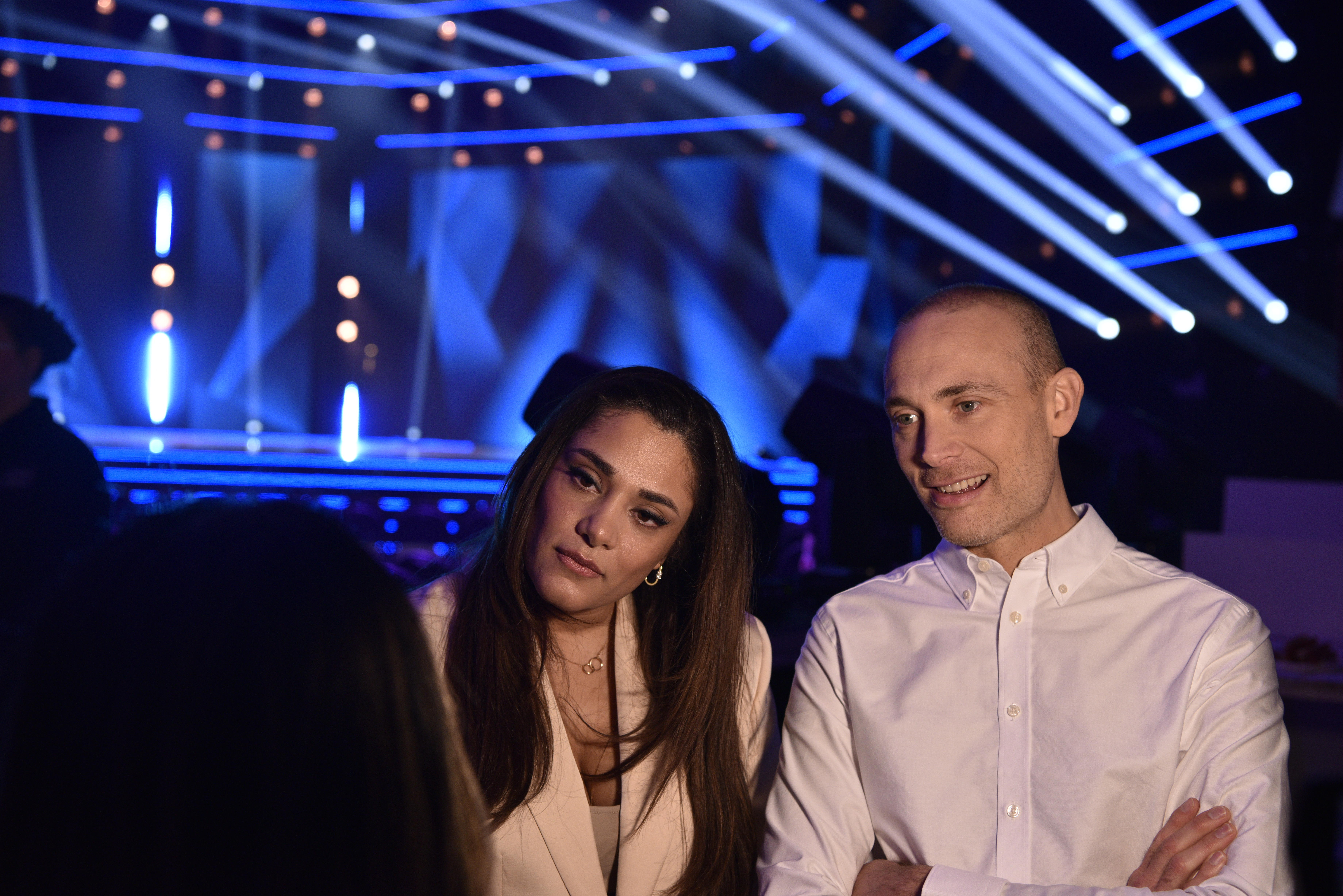
Los presentadores del Melodifestivalen, Farah Abadi y Jesper Rönndahl durante una entrevista.

El 27 de septiembre de 2022 se confirmaron al humorista y presentador Jesper Rönndahl y la presentadora de televisión, Farah Abadi como los presentadores del Melodifestivalen 2023. Farah Abadi repitió su papel del Melodifestivalen 2022 tras la buena recepción que tuvo el año anterior.
| Presentador     | Profesión                             |
| --------------- | ------------------------------------- |
| Jesper Rönndahl | Humorista y Presentador de televisión |
| Farah Abadi     | Presentadora de televisión            |

## Participantes
El 7 de junio de 2022, la Sveriges Television, televisora pública sueca, confirmó su participación en el Festival de la Canción de Eurovisión 2023. El 6 de julio de 2022 se confirmó la organización del Melodifestivalen 2023, anunciándose que el periodo de recepción de canciones se abriría del 26 de agosto al 16 de septiembre de 2022. Entre las reglas publicadas se estipulaba solamente la participación de ciudadanos y residentes suecos, pudiendo concursar extranjeros siempre y cuando la composición tuviera al menos a algún sueco y las candidaturas debían cumplir con los requisitos estipulados por la UER para concursar en el festival de Eurovisión. Así mismo, la participación fue restringida a que al menos 10 de las 28 canciones seleccionadas estuvieran en sueco y que la mitad de las candidaturas estuvieran compuestas por al menos una mujer. Un día después del cierre del plazo de recepción de candidaturas, se confirmaron 2824 temas recibidos, la mayor cifra registrada en diez años. Las 28 propuestas participantes fueron seleccionadas, catorce por un jurado profesional mientras las restantes catorce por invitación directa de la SVT.
Como ha sido habitual en el concurso, durante las semanas previas la prensa local publicó una serie de nombres de posibles participantes del concurso, destacando el nombre de Loreen, ganadora del Melodifestivalen 2012 y el Festival de la Canción de Eurovisión 2012 con el tema «Euphoria». Otros nombres que se publicaron fueron los de Marcus & Martinus, Theoz, Panetoz, Paul Rey, Wiktoria Johansson, Maria Sur, Smash into Pieces, Loulou LaMotte, Nordman, Ida-Lova, Tennessee Tears, Elov & Beny y Victor Crone. Los participantes junto a los títulos de sus canciones y el reparto de semifinales fueron anunciados en dos días, el 29 y 30 de noviembre.
| Artista                                            | Canción (Traducción)                                                      | Idioma | Compositor(es) |
| -------------------------------------------------- | ------------------------------------------------------------------------- | ------ | --- |
| Axel Schylström                                    | «Gorgeous» (Espléndida)                                                   | Inglés | Axel Schylström, Herman Gardarfve, Jonas Thander, Malin Halvardsson                                                                    |
| Casanovas                                          | «Så Kommer Känslorna Tillbaka» (Como vuelven a aparecer los sentimientos) | Sueco  | Henrik Sethsson, Mikael Karlsson |
| Eden                                               | «Comfortable» (Cómoda)                                                    | Inglés | Benjamin Rosenbohm, Eden Alm, Emil Adler Lei, Julie Aagaard                                                                            |
| Elov & Beny                                        | «Raggen Går» (Las pick-up siguen llegando)                                | Sueco  | Johan Werner, Kristian Wejshag, Mattias Elovsson, Oscar Kilenius, Tim Larsson                                                          |
| Emil Henrohn                                       | «Mera mera mera» (Más, más, más)                                          | Sueco  | Emil Henrohn, Jakob Redtzer, Ji Nilsson, Marlene Strand                                                                                |
| Eva Rydberg & Ewa Roos                             | «Länge Leve Livet» (Larga vida)                                           | Sueco  | Emil Vaker, Henric Pierroff, Kalle Rydberg                                                                                             |
| Ida-Lova                                           | «Låt Hela Stan Se På» (Que toda la ciudad lo vea)                         | Sueco  | Andreas "Giri" Lindbergh, Ida-Lova Lind, Joy Deb, Linnea Deb                                                                           |
| Jon Henrik Fjällgren, Arc North junto a Adam Woods | «Where You Are (Sávežan)» (Donde estás)                                   | Inglés | Calle Hellberg, Jon Henrik Fjällgren, Joy Deb, Oliver Belvelin, Oscar Christiansson, Richard Lästh, Tobias Lundgren, William Segerdahl |
| Kiana                                              | «Where Did You Go» (A dónde fuiste)                                       | Inglés | Jimmy "Joker" Thörnfeldt, Joy Deb, Linnea Deb                                                                                          |
| Laurell                                            | «Sober» (Sobria)                                                          | Inglés | Anderz Wrethov, Andreas Johansson, Laurell Barker, Thomas Stengaard                                                                    |
| Loreen                                             | «Tattoo» (Tatuaje)                                                        | Inglés | Jimmy "Joker" Thörnfeldt, Jimmy Jansson, Lorine Talhaoui, Moa Carlebecker, Peter Boström, Thomas G:son                                 |
| Loulou Lamotte                                     | «Inga Sorger» (Sin preocupaciones)                                        | Sueco  | Jonas Thander, Loulou LaMotte |
| Marcus & Martinus                                  | «Air» (Aire)                                                              | Inglés | Jimmy "Joker" Thörnfeldt, Joy Deb, Linnea Deb, Marcus Gunnarsen, Martinus Gunnarsen                                                    |
| Maria Sur                                          | «Never Give Up» (Nunca rendirse)                                          | Inglés | Anderz Wrethov, Laurell Barker |
| Mariette                                           | «One Day» (Un día)                                                        | Inglés | Jimmy Jansson, Thomas G:son, Mariette Hansson                                                                                          |
| Melanie Wehbe                                      | «For The Show» (Por el show)                                              | Inglés | David Lindgren Zacharias, Herman Gardarfve, Melanie Wehbe                                                                              |
| Nordman                                            | «Släpp Alla Sorger» (Deja ir las tristezas)                               | Sueco  | Jimmy Jansson, Thomas G:son |
| Panetoz                                            | «On My Way» (A mi modo)                                                   | Inglés | Anders Wigelius, Daniel Nzinga, Jimmy Jansson, Nebeyu Baheru, Njol Badjie, Pa Modou Badjie, Robert Norberg                             |
| Paul Rey                                           | «Royals» (Realeza)                                                        | Inglés | Dino Medanhodzic, Jimmy "Joker" Thörnfeldt, Liam Cacatian Thomassen, Paul Rey                                                          |
| Rejhan                                             | «Haunted» (Embrujado)                                                     | Inglés | Albin Johnsén, Mattias Andréasson, Pontus Söderman, Tilde "Ronia" Wrigsell                                                             |
| Signe & Hjördis                                    | «Edelweiss» (Edelweiss)                                                   | Sueco  | Anderz Wrethov, Jimmy Jansson, Myra Granberg                                                                                           |
| Smash Into Pieces                                  | «Six Feet Under» (Seis pies debajo)                                       | Inglés | Andreas "Giri" Lindbergh, Benjamin Jennebo, Chris Adam, Jimmy "Joker" Thörnfeldt, Joy Deb, Linnea Deb, Per Bergquist                   |
| Tennessee Tears                                    | «Now I Know» (Ahora que lo sé)                                            | Inglés | Anderz Wrethov, Jonas Hermansson, Thomas Stengaard, Tilda Feuk                                                                         |
| Theoz                                              | «Mer Av Dig» (Más de ti)                                                  | Sueco  | Axel Schylström, Jakob Redtzer, Peter Boström, Thomas G:son                                                                            |
| Tone Sekelius                                      | «Rhythm Of My Show» (El ritmo de mi show)                                 | Inglés | Anderz Wrethov, Dino Medanhodzic, Jimmy "Joker" Thörnfeldt, Tone Sekelius                                                              |
| Uje Brandelius                                     | «Grytan» (El estofado)                                                    | Sueco  | Uje Brandelius |
| Victor Crone                                       | «Diamonds» (Diamantes)                                                    | Inglés | David Lindgren Zacharias, Peter Kvint, Victor Crone                                                                                    |
| Wiktoria                                           | «All My Life (Where Have You Been)» (Toda mi vida (Donde has estado))     | Inglés | Herman Gardarfve, Melanie Wehbe, Patrik Jean, Wiktoria Johansson                                                                       |

### Artistas que regresan
En negritas se indica el año en que se proclamaron ganadores(as) según sea el caso. 
| Artista                | N.º de participaciones previas | Años                                       |
| ---------------------- | ------------------------------ | ------------------------------------------ |
| Mariette               | 4                              | 2015, 2017, 2018, 2020                     |
| Jon Henrik Fjällgren   | 3                              | 2015, 2017 (en dúo con Aninia), 2019       |
| Loreen                 | 3                              | 2011, 2012, 2017                           |
| Wiktoria               | 3                              | 2016, 2017, 2019                           |
| Loulou Lamotte         | 2                              | 2020, 2021 (ambas como parte de The Mamas) |
| Nordman                | 2                              | 2005, 2008                                 |
| Panetoz                | 2                              | 2014, 2016                                 |
| Paul Rey               | 2                              | 2020, 2021                                 |
| Victor Crone           | 2                              | 2015, 2020                                 |
| Axel Schylström        | 1                              | 2017                                       |
| Eva Rydberg & Ewa Roos | 1                              | 2021                                       |
| Theoz                  | 1                              | 2022                                       |
| Tone Sekelius          | 1                              | 2022                                       |

## Festival

### Giras

#### Gira 1

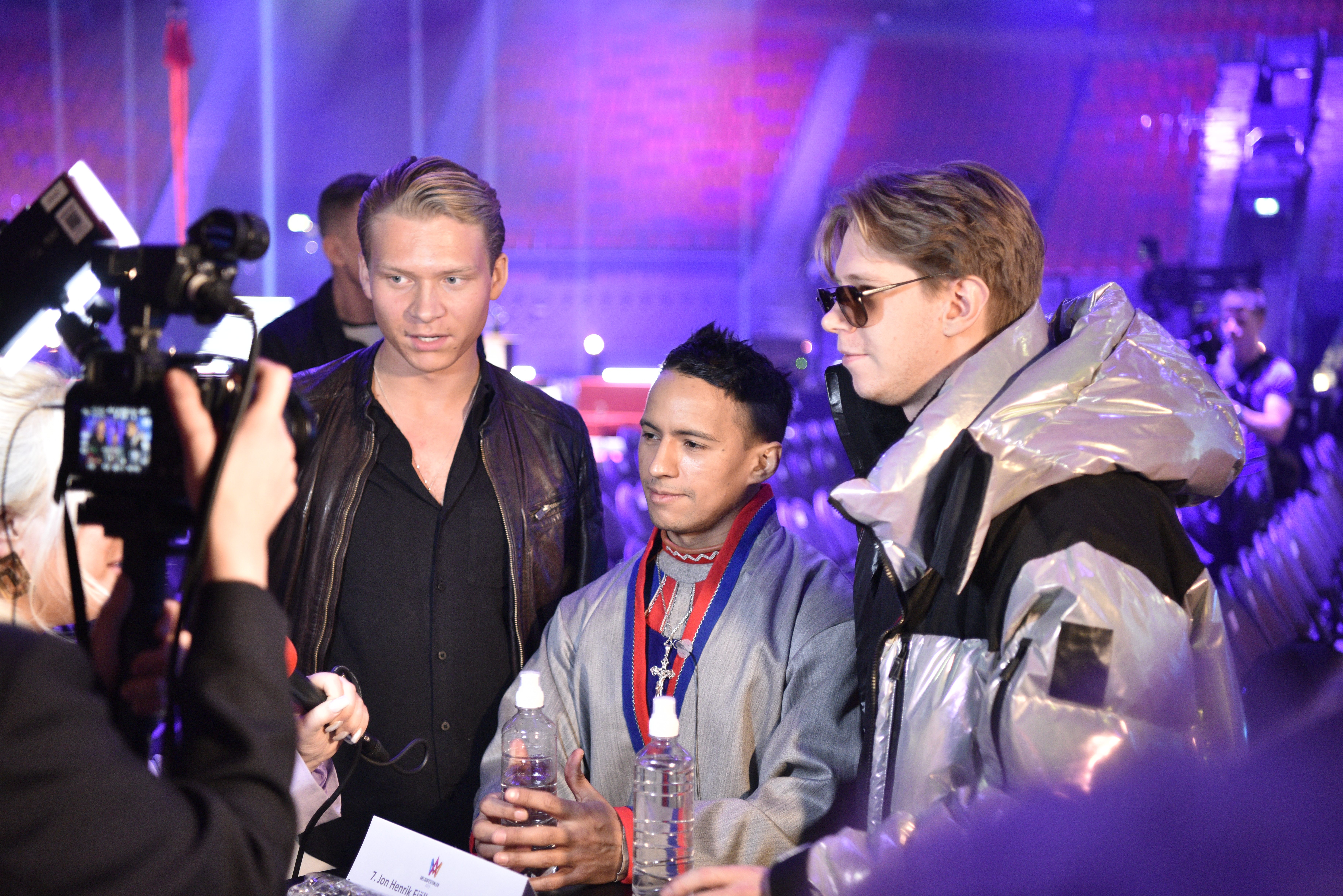
Jon Henrik Fjällgren, Arc North & Adam Woods, ganadores de la primera semifinal durante una entrevista.

La primera gira se celebró en el Scandinavium de Gotemburgo el 4 de febrero de 2023, siendo presentada por Farah Abadi y Jesper Rönndahl. El orden de actuación de la gira junto con el resto de las tres siguientes, fue publicado el 11 de enero de 2023. Snippets en audio de las canciones fueron publicados el jueves 2 de febrero previo a la gira. 7 canciones compitieron por dos pases a la final y dos a la semifinal por medio de dos rondas de votación 100% del público: la primera donde el más votado avanzó a la final. En la segunda, los votos del público fueron convertidos a puntos en función de 7 grupos de edad y uno para las llamadas telefónicas.
Tras las votaciones, el grupo de Jon Henrik Fjällgren, Arc North & Adam Woods fueron los primeros finalistas con el tema electro-folk «Where You Are (Sávežan)». La segunda finalista fue la repetidora del año anterior, Tone Sekelius con el uptempo pop «Rhythm Of My Show». Los clasificados para la semifinal fueron el dúo Elov & Beny y Victor Crone. 9,852,321 votos fueron recibidos en esta semifinal a través de 525,532 dispositivos.
| N.º | Artista                                            | Canción                   | Ronda 1   | Ronda 1 | Ronda 2 | Ronda 2 | Ronda 2 | Resultado  |
| N.º | Artista                                            | Canción                   | Votos     | Lugar   | Votos   | Puntos  | Lugar   | Resultado  |
| --- | -------------------------------------------------- | ------------------------- | --------- | ------- | ------- | ------- | ------- | ---------- |
| 1   | Tone Sekelius                                      | «Rhythm Of My Show»       | 1 087 127 | 2       | 803 948 | 94      | 1       | Finalista  |
| 2   | Loulou Lamotte                                     | «Inga Sorger»             | 754 498   | 7       | 363 254 | 32      | 5       | Eliminada  |
| 3   | Rejhan                                             | «Haunted»                 | 884 660   | 4       | 460 003 | 32      | 4       | Eliminado  |
| 4   | Elov & Beny                                        | «Raggen Går»              | 821 418   | 5       | 467 605 | 43      | 3       | Semifinal  |
| 5   | Victor Crone                                       | «Diamonds»                | 1 012 655 | 3       | 625 862 | 80      | 2       | Semifinal  |
| 6   | Eva Rydberg & Ewa Roos                             | «Länge Leve Livet»        | 788 433   | 6       | 430 366 | 31      | 6       | Eliminados |
| 7   | Jon Henrik Fjällgren, Arc North junto a Adam Woods | «Where You Are (Sávežan)» | 1 352 492 | 1       | —       | —       | —       | Finalista  |

| Artista                | Canción             | Grupos de Edad | Grupos de Edad | Grupos de Edad | Grupos de Edad | Grupos de Edad | Grupos de Edad | Grupos de Edad | Grupos de Edad | Lugar | Total |
| Artista                | Canción             | 3-9            | 10-15          | 16-29          | 30-44          | 45-59          | 60-74          | 75+            | Llamadas       | Lugar | Total |
| ---------------------- | ------------------- | -------------- | -------------- | -------------- | -------------- | -------------- | -------------- | -------------- | -------------- | ----- | ----- |
| Tone Sekelius          | «Rhythm Of My Show» | 12             | 12             | 12             | 12             | 12             | 12             | 10             | 12             | 1     | 94    |
| Loulou Lamotte         | «Inga Sorger»       | 1              | 1              | 1              | 5              | 8              | 8              | 5              | 3              | 5     | 32    |
| Rejhan                 | «Haunted»           | 5              | 8              | 10             | 3              | 3              | 1              | 1              | 1              | 4     | 32    |
| Elov & Beny            | «Raggen Går»        | 8              | 3              | 3              | 8              | 5              | 5              | 3              | 8              | 3     | 43    |
| Victor Crone           | «Diamonds»          | 10             | 10             | 8              | 10             | 10             | 10             | 12             | 10             | 2     | 80    |
| Eva Rydberg & Ewa Roos | «Länge Leve Livet»  | 3              | 5              | 5              | 1              | 1              | 3              | 8              | 5              | 6     | 31    |

#### Gira 2

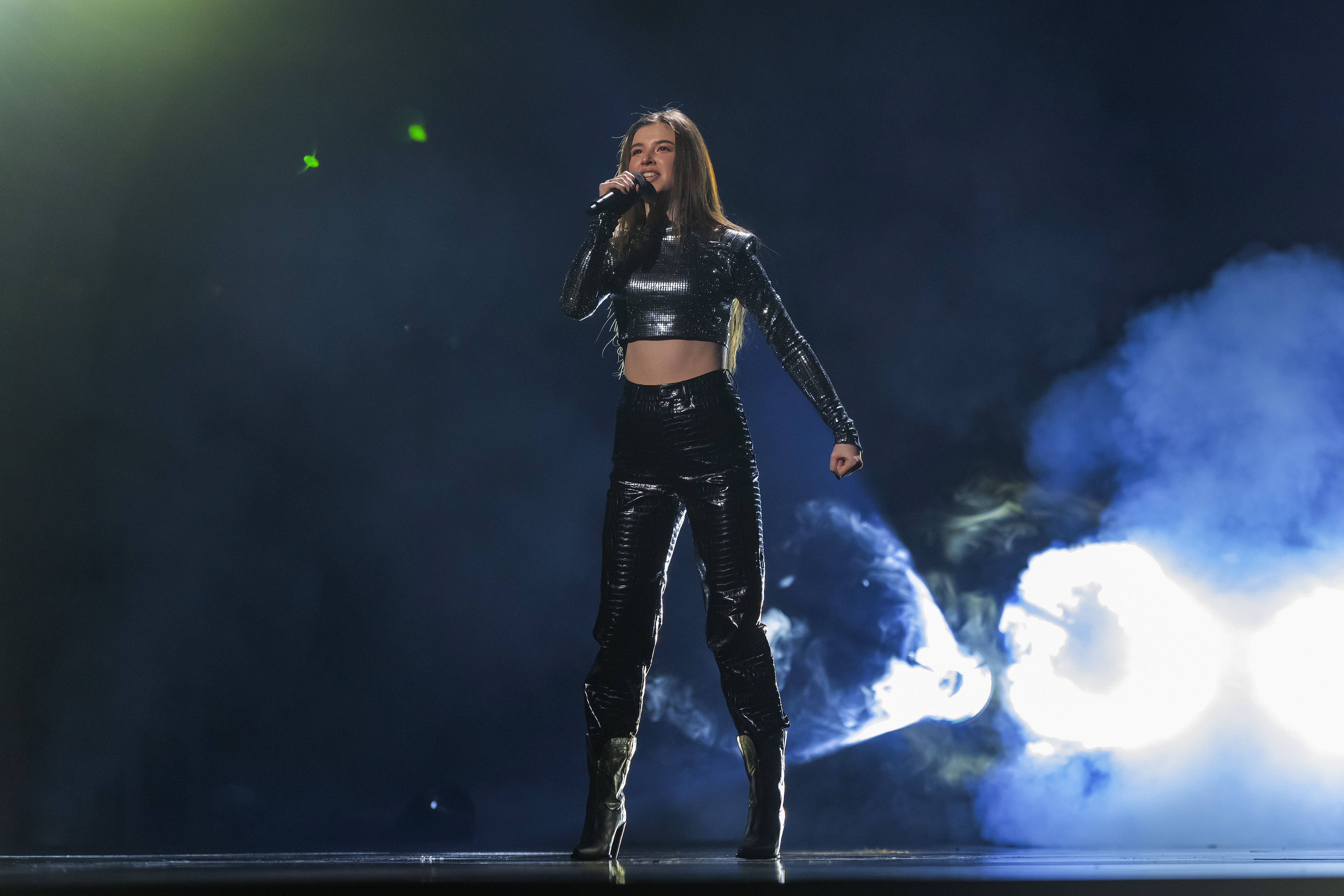
Maria Sur durante la segunda semifinal.

La segunda gira se celebró en el Saab Arena de Linköping el 11 de febrero de 2023, siendo presentada por Farah Abadi y Jesper Rönndahl. Snippets en audio de las canciones fueron publicados el jueves 9 de febrero previo a la gira. 7 canciones compitieron por dos pases a la final y dos a la semifinal por medio de dos rondas de votación 100 % del público: la primera donde el más votado avanzó a la final. En la segunda, los votos del público fueron convertidos a puntos en función de 7 grupos de edad y uno para las llamadas telefónicas.
Tras las votaciones, la joven de origen ucraniano Maria Sur se convirtió en la primera finalista con la power-ballad «Never Give Up». Los segundos finalistas fueron el grupo Panetoz, quienes regresaban a la competencia después de 9 años con el tema «On My Way». Los clasificados para la semifinal fueron el repetidor e influencer Theoz y el dúo Tennessee Tears. 10,108,443 votos fueron recibidos en esta semifinal a través de 527,368 dispositivos.
| N.º | Artista         | Canción                             | Ronda 1   | Ronda 1 | Ronda 2 | Ronda 2 | Ronda 2 | Resultado |
| N.º | Artista         | Canción                             | Votos     | Lugar   | Votos   | Puntos  | Lugar   | Resultado |
| --- | --------------- | ----------------------------------- | --------- | ------- | ------- | ------- | ------- | --------- |
| 1   | Wiktoria        | «All My Life (Where Have You Been)» | 1 057 852 | 4       | 520 646 | 47      | 4       | Eliminada |
| 2   | Eden            | «Comfortable»                       | 608 948   | 6       | 218 298 | 12      | 6       | Eliminada |
| 3   | Uje Brandelius  | «Grytan»                            | 585 684   | 7       | 277 599 | 22      | 5       | Eliminado |
| 4   | Panetoz         | «On My Way»                         | 1 333 786 | 2       | 784 687 | 84      | 1       | Finalista |
| 5   | Tennessee Tears | «Now I Know»                        | 1 001 348 | 5       | 500 652 | 69      | 3       | Semifinal |
| 6   | Maria Sur       | «Never Give Up»                     | 1,346,229 | 1       | —       | —       | —       | Finalista |
| 7   | Theoz           | «Mer Av Dig»                        | 1 106 875 | 3       | 765 979 | 78      | 2       | Semifinal |

| Artista         | Canción                             | Grupos de Edad | Grupos de Edad | Grupos de Edad | Grupos de Edad | Grupos de Edad | Grupos de Edad | Grupos de Edad | Grupos de Edad | Lugar | Total |
| Artista         | Canción                             | 3-9            | 10-15          | 16-29          | 30-44          | 45-59          | 60-74          | 75+            | Llamadas       | Lugar | Total |
| --------------- | ----------------------------------- | -------------- | -------------- | -------------- | -------------- | -------------- | -------------- | -------------- | -------------- | ----- | ----- |
| Wiktoria        | «All My Life (Where Have You Been)» | 8              | 8              | 8              | 5              | 5              | 5              | 5              | 3              | 4     | 47    |
| Eden            | «Comfortable»                       | 3              | 3              | 1              | 1              | 1              | 1              | 1              | 1              | 6     | 12    |
| Uje Brandelius  | «Grytan»                            | 1              | 1              | 3              | 3              | 3              | 3              | 3              | 5              | 5     | 22    |
| Panetoz         | «On My Way»                         | 10             | 12             | 12             | 10             | 12             | 10             | 10             | 8              | 1     | 84    |
| Tennessee Tears | «Now I Know»                        | 5              | 5              | 5              | 8              | 10             | 12             | 12             | 12             | 3     | 69    |
| Theoz           | «Mer Av Dig»                        | 12             | 10             | 10             | 12             | 8              | 8              | 8              | 10             | 2     | 78    |

#### Gira 3

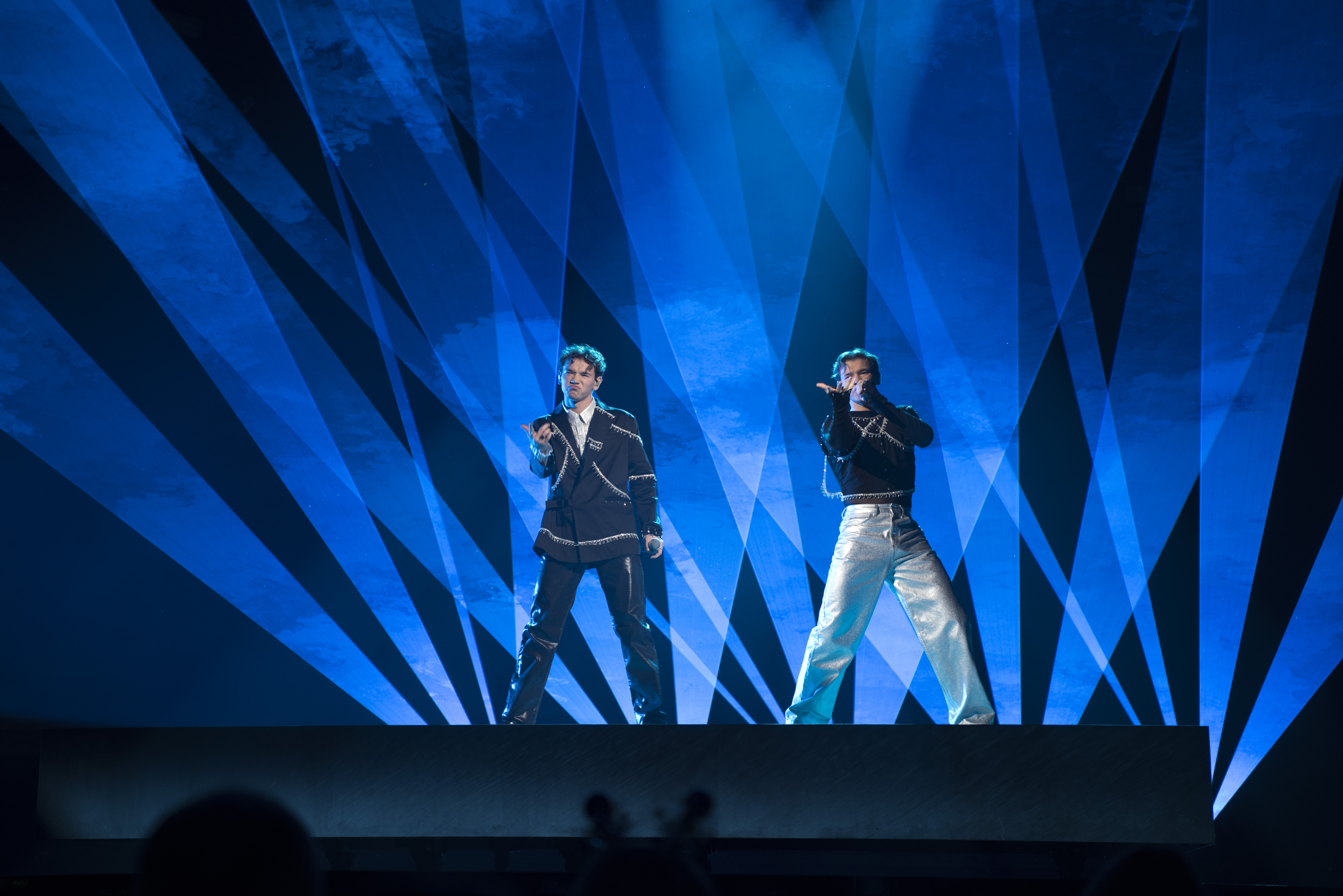
Marcus & Martinus en la tercera semifinal.

La tercera gira se celebró en el Sparbanken Lidköping Arena de Lidköping el 18 de febrero de 2023, siendo presentada por Farah Abadi y Jesper Rönndahl. Snippets en audio de las canciones fueron publicados el jueves 16 de febrero previo a la gira. 7 canciones compitieron por dos pases a la final y dos a la semifinal por medio de dos rondas de votación 100% del público: la primera donde el más votado avanzó a la final. En la segunda, los votos del público fueron convertidos a puntos en función de 7 grupos de edad y uno para las llamadas telefónicas.
Tras las votaciones, los gemelos de origen noruego Marcus & Martinus se convirtieron en los primeros finalistas con el tema de corte pop «Air». El segundo finalista fue el cantante Paul Rey, quien regresó a la competencia tras sus participaciones en 2020 y 2021, con el tema «Royals». Los clasificados para la semifinal fueron el dúo Nordman y Melanie Wehbe. 9,522,729 votos fueron recibidos en esta semifinal a través de 512,158 dispositivos.
| N.º | Artista           | Canción                        | Ronda 1   | Ronda 1 | Ronda 2 | Ronda 2 | Ronda 2 | Resultado  |
| N.º | Artista           | Canción                        | Votos     | Lugar   | Votos   | Puntos  | Lugar   | Resultado  |
| --- | ----------------- | ------------------------------ | --------- | ------- | ------- | ------- | ------- | ---------- |
| 1   | Paul Rey          | «Royals»                       | 1 151 609 | 2       | 693 857 | 85      | 1       | Finalista  |
| 2   | Casanovas         | «Så Kommer Känslorna Tillbaka» | 647 419   | 7       | 290,521 | 29      | 6       | Eliminados |
| 3   | Melanie Wehbe     | «For The Show»                 | 903 976   | 4       | 477 315 | 57      | 3       | Semifinal  |
| 4   | Nordman           | «Släpp Alla Sorger»            | 975 890   | 3       | 589 916 | 75      | 2       | Semifinal  |
| 5   | Laurell           | «Sober»                        | 750 918   | 6       | 391 744 | 30      | 5       | Eliminada  |
| 6   | Ida-Lova          | «Låt Hela Stan Se På»          | 792 432   | 5       | 450 391 | 36      | 4       | Eliminada  |
| 7   | Marcus & Martinus | «Air»                          | 1 406 471 | 1       | —       | —       | —       | Finalista  |

| Artista       | Canción                        | Grupos de Edad | Grupos de Edad | Grupos de Edad | Grupos de Edad | Grupos de Edad | Grupos de Edad | Grupos de Edad | Grupos de Edad | Lugar | Total |
| Artista       | Canción                        | 3-9            | 10-15          | 16-29          | 30-44          | 45-59          | 60-74          | 75+            | Llamadas       | Lugar | Total |
| ------------- | ------------------------------ | -------------- | -------------- | -------------- | -------------- | -------------- | -------------- | -------------- | -------------- | ----- | ----- |
| Paul Rey      | «Royals»                       | 12             | 12             | 12             | 12             | 12             | 10             | 12             | 3              | 1     | 85    |
| Casanovas     | «Så Kommer Känslorna Tillbaka» | 1              | 1              | 3              | 1              | 3              | 5              | 5              | 10             | 6     | 29    |
| Melanie Wehbe | «For The Show»                 | 5              | 10             | 5              | 8              | 8              | 8              | 8              | 5              | 3     | 57    |
| Nordman       | «Släpp Alla Sorger»            | 8              | 3              | 10             | 10             | 10             | 12             | 10             | 12             | 2     | 75    |
| Laurell       | «Sober»                        | 10             | 8              | 1              | 5              | 1              | 3              | 1              | 1              | 5     | 30    |
| Ida-Lova      | «Låt Hela Stan Se På»          | 3              | 5              | 8              | 3              | 5              | 1              | 3              | 8              | 4     | 36    |

#### Gira 4

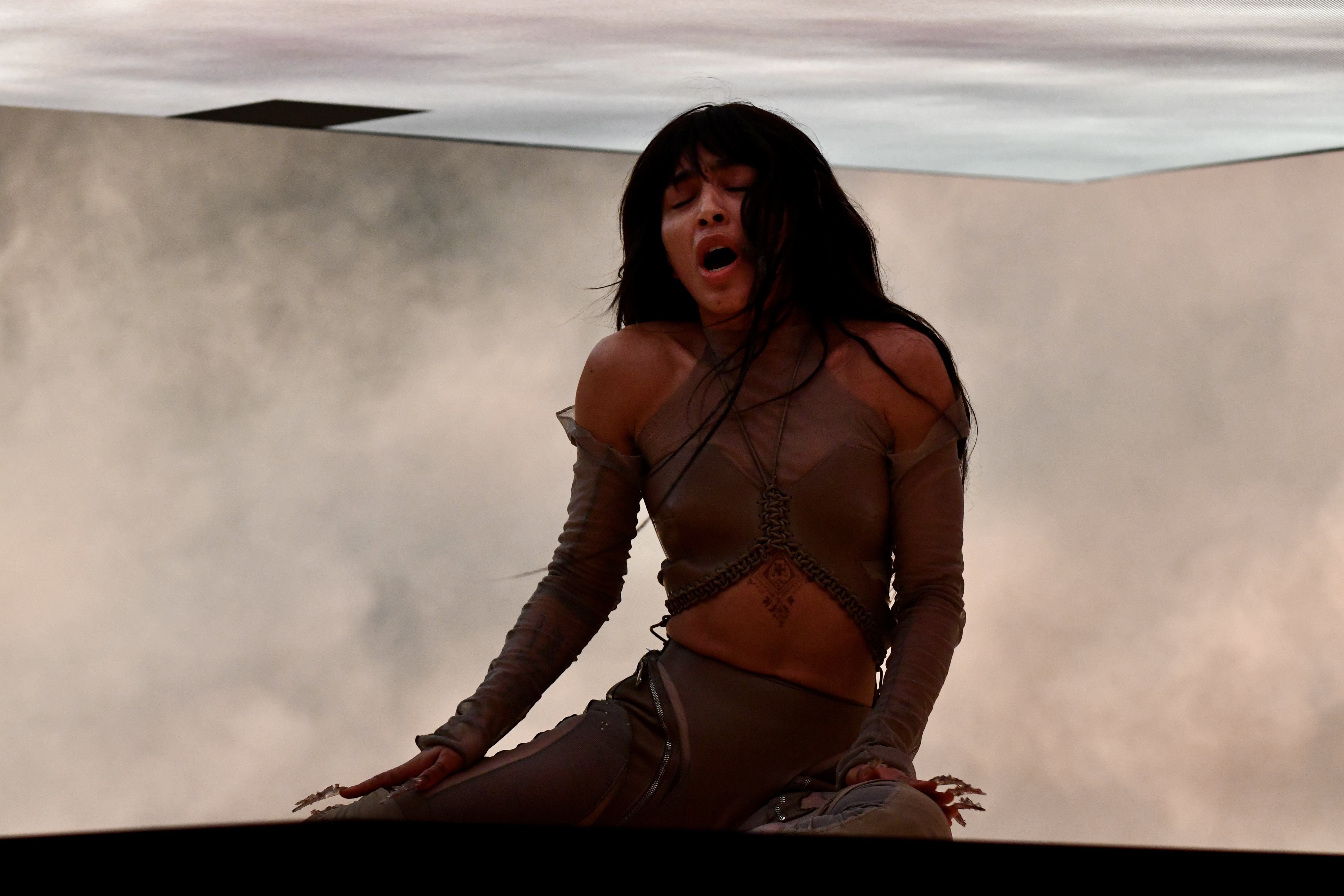
Loreen durante la cuarta semifinal.

La cuarta gira se celebró en el Malmö Arena de Malmö el 25 de febrero de 2023, siendo presentada por Farah Abadi y Jesper Rönndahl. Snippets en audio de las canciones fueron publicados el jueves 23 de febrero previo a la gira. 7 canciones compitieron por dos pases a la final y dos a la semifinal 5 por medio de dos rondas de votación 100 % del público: la primera donde el más votado avanzó a la final. En la segunda, los votos del público fueron convertidos a puntos en función de 7 grupos de edad y uno para las llamadas telefónicas.
Tras las votaciones, la cantante de origen marroquí y ganadora del Melodifestivalen 2012, Loreen se convirtió en la primera finalista con el tema de corte pop «Tattoo». Cabe destacar que la actuación de Loreen tuvo que ser interrumpida, volviendo a iniciar su actuación momentos después de que un activista ambiental invadiera el escenario a mitad de actuación. Los segundos finalistas fueron el grupo Smash Into Pieces con el tema «Six Feet Under». Los clasificados para la semifinal fueron las cantantes Kiana y Mariette. 9,932,645 votos fueron recibidos en esta semifinal a través de 542,205 dispositivos.
| N.º | Artista           | Canción            | Ronda 1   | Ronda 1 | Ronda 2 | Ronda 2 | Ronda 2 | Resultado  |
| N.º | Artista           | Canción            | Votos     | Lugar   | Votos   | Puntos  | Lugar   | Resultado  |
| --- | ----------------- | ------------------ | --------- | ------- | ------- | ------- | ------- | ---------- |
| 1   | Kiana             | «Where Did You Go» | 1 105 369 | 3       | 610 462 | 69      | 2       | Semifinal  |
| 2   | Signe & Hjördis   | «Edelweiss»        | 744 902   | 7       | 328 700 | 27      | 5       | Eliminadas |
| 3   | Smash Into Pieces | «Six Feet Under»   | 1 120 307 | 2       | 701 606 | 79      | 1       | Finalista  |
| 4   | Mariette          | «One Day»          | 835 533   | 5       | 482 713 | 56      | 3       | Semifinal  |
| 5   | Emil Henrohn      | «Mera mera mera»   | 760 793   | 6       | 382 224 | 26      | 6       | Eliminado  |
| 6   | Axel Schylström   | «Gorgeous»         | 861 688   | 4       | 483 061 | 55      | 4       | Eliminado  |
| 7   | Loreen            | «Tattoo»           | 1 515 287 | 1       | —       | —       | —       | Finalista  |

| Artista           | Canción            | Grupos de Edad | Grupos de Edad | Grupos de Edad | Grupos de Edad | Grupos de Edad | Grupos de Edad | Grupos de Edad | Grupos de Edad | Lugar | Total |
| Artista           | Canción            | 3-9            | 10-15          | 16-29          | 30-44          | 45-59          | 60-74          | 75+            | Llamadas       | Lugar | Total |
| ----------------- | ------------------ | -------------- | -------------- | -------------- | -------------- | -------------- | -------------- | -------------- | -------------- | ----- | ----- |
| Kiana             | «Where Did You Go» | 12             | 12             | 10             | 10             | 5              | 5              | 10             | 5              | 2     | 69    |
| Signe & Hjördis   | «Edelweiss»        | 5              | 1              | 1              | 3              | 3              | 3              | 8              | 3              | 5     | 27    |
| Smash Into Pieces | «Six Feet Under»   | 10             | 8              | 12             | 12             | 12             | 10             | 3              | 12             | 1     | 79    |
| Mariette          | «One Day»          | 1              | 3              | 5              | 5              | 10             | 12             | 12             | 8              | 3     | 56    |
| Emil Henrohn      | «Mera mera mera»   | 8              | 10             | 3              | 1              | 1              | 1              | 1              | 1              | 6     | 26    |
| Axel Schylström   | «Gorgeous»         | 3              | 5              | 8              | 8              | 8              | 8              | 5              | 10             | 4     | 55    |

#### Semifinal

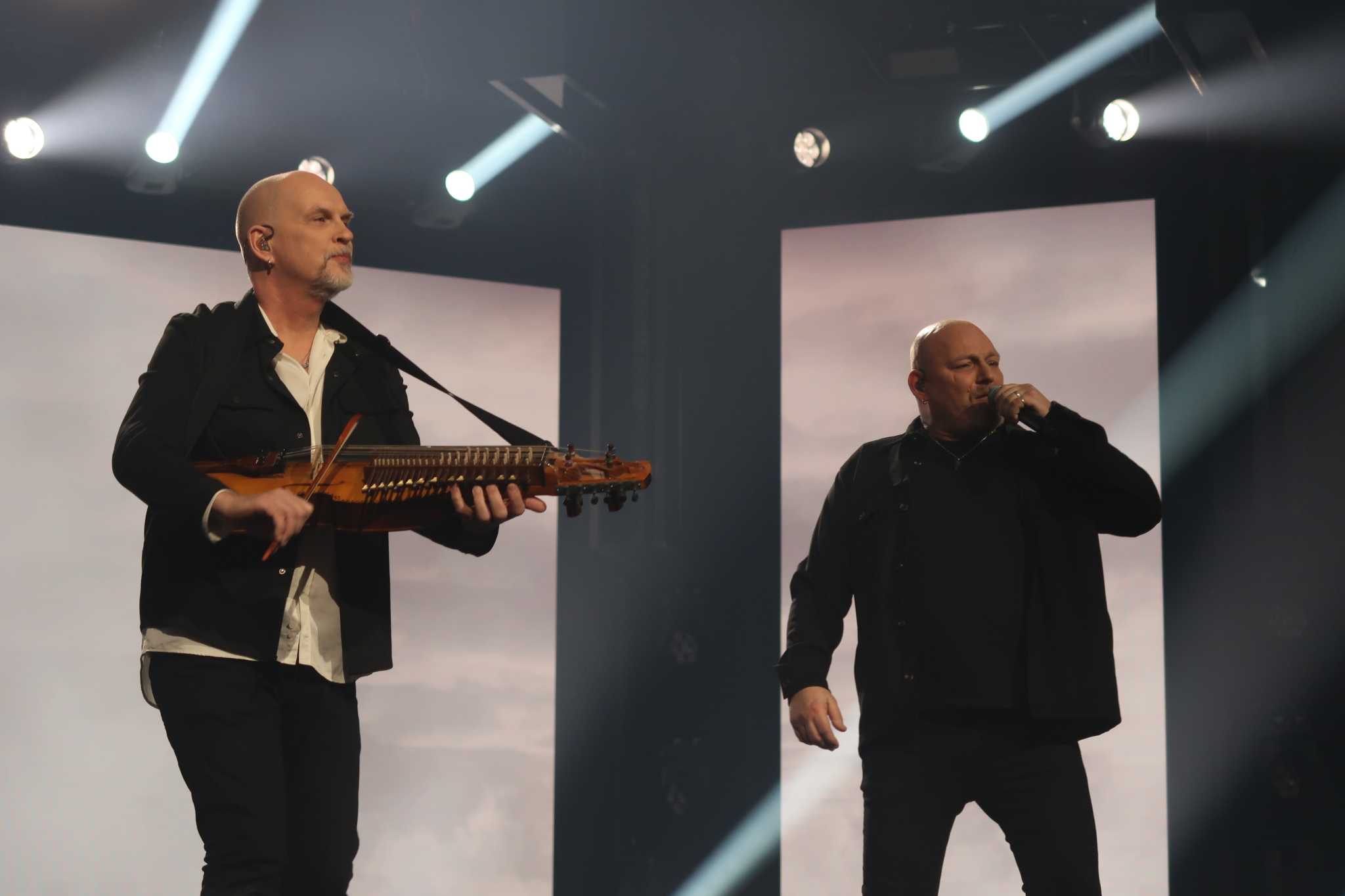
Nordman durante la semifinal.

La semifinal se celebró en el Hägglunds Arena de Örnsköldsvik el 4 de marzo de 2023, siendo presentada por Farah Abadi y Jesper Rönndahl. El orden de actuación fue publicado el 25 de febrero de 2023. 8 canciones compitieron por cuatro pases a la final por medio de una sola ronda de votación 100% del público, con los votos del público fueron convertidos a puntos en función de 7 grupos de edad y uno para las llamadas telefónicas.
Tras las votaciones, el dúo Nordman con el tema electro-folk «Släpp Alla Sorger» se convirtieron en los ganadores y clasificados a la final con 75 puntos. El resto de clasificados a la final fueron los repetidores Theoz y Mariette y la cantante novel Kiana. 12 078 625 votos fueron recibidos en esta semifinal a través de 541 460 dispositivos.
| N.º | Artista         | Canción             | Votos     | Puntos | Lugar | Resultado  |
| --- | --------------- | ------------------- | --------- | ------ | ----- | ---------- |
| 1   | Theoz           | «Mer Av Dig»        | 2 104 689 | 70     | 2     | Finalista  |
| 2   | Mariette        | «One Day»           | 1 459 012 | 63     | 4     | Finalista  |
| 3   | Victor Crone    | «Diamonds»          | 1 225 614 | 28     | 6     | Eliminado  |
| 4   | Tennessee Tears | «Now I Know»        | 1 393 108 | 55     | 5     | Eliminados |
| 5   | Elov & Beny     | «Raggen Går»        | 1 083 924 | 18     | 8     | Eliminados |
| 6   | Melanie Wehbe   | «For The Show»      | 1 106 724 | 22     | 7     | Eliminada  |
| 7   | Nordman         | «Släpp Alla Sorger» | 1 798 314 | 75     | 1     | Finalista  |
| 8   | Kiana           | «Where Did You Go»  | 1 907 240 | 69     | 3     | Finalista  |

### Final

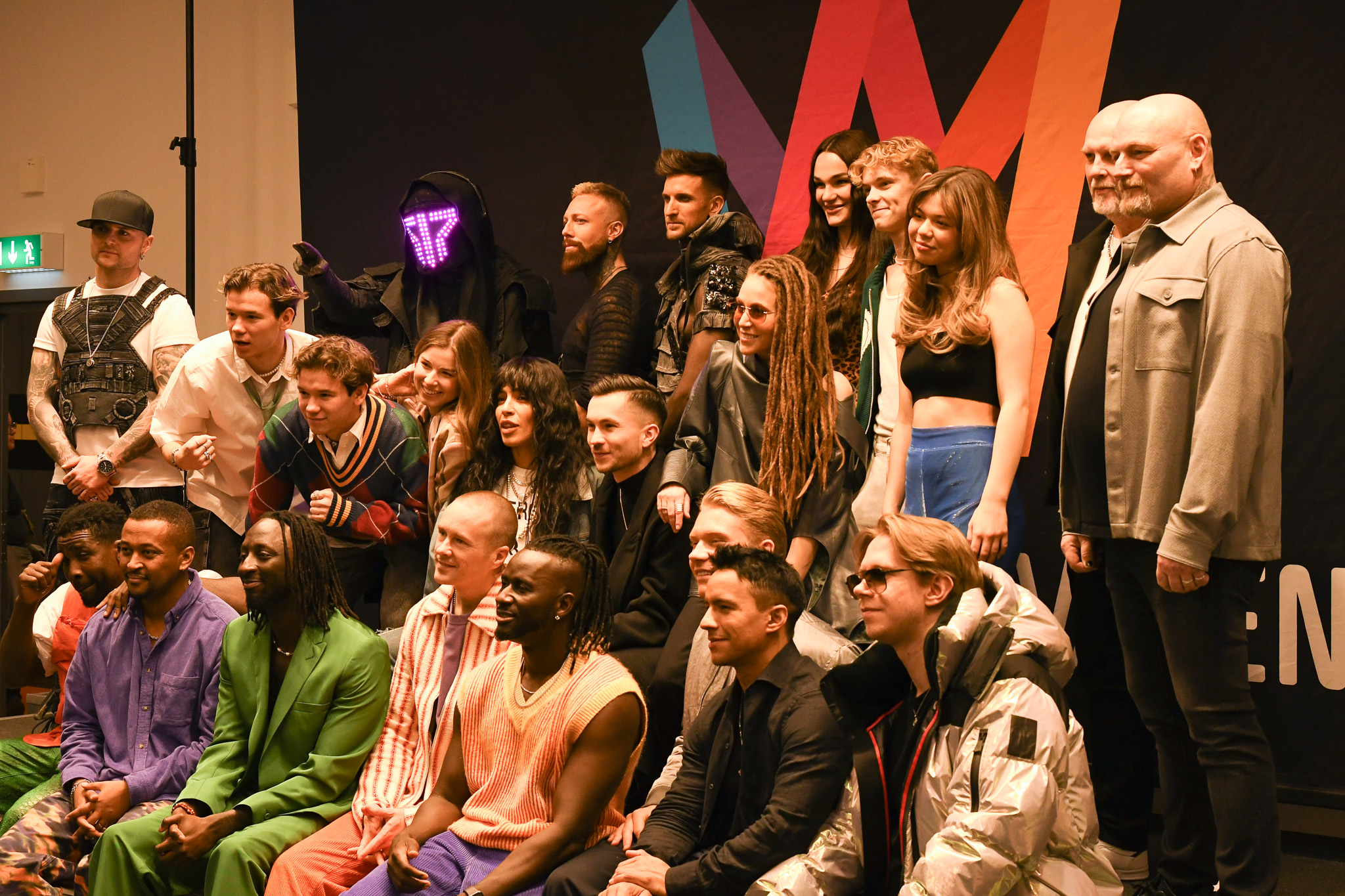
Los 12 actos finalistas del Melodifestivalen 2023 durante los ensayos.

La gran final se celebró en el Friends Arena de la capital sueca, Estocolmo el 11 de marzo de 2023, siendo presentada por Farah Abadi y Jesper Rönndahl. El orden de actuación fue publicado el 5 de marzo de 2023. Las 8 canciones ganadoras de las cuatro subcompetencias y las 4 canciones repescadas de la semifinal participaron en la gala, totalizando 12 finalistas. El sistema de votación se mantuvo similar al utilizado en años anteriores, con el 50 % de los votos compuesto por una votación de ocho grupos de jurados de ocho países invitados y el restante 50 % compuesto por la votación del televoto, repartida en siete grupos de edad y uno para las llamadas telefónicas.
Tras la votación del jurado internacional, Loreen se posicionó en primer puesto tras obtener 92 puntos de 96 posibles, producto de siete máximas puntuaciones y un 8 del jurado croata. El segundo lugar fue para el dúo de Marcus & Martinus con 71 puntos y en tercer puesto, Paul Rey con 56. Posteriormente, se revelaron las puntuaciones del televoto, anunciándose solamente el total acumulado para cada canción en orden decreciente según la votación del jurado. Tras la segunda parte de la votación, la cantante de origen bereber Loreen fue declarada ganadora, tras ganar también el televoto con 85 puntos (con la cifra récord de más de 3.7 millones de votos), sumando un acumulado de 177 puntos. Su tema «Tattoo», canción de corte pop internacional fue compuesto por Jimmy "Joker" Thörnfeldt, Jimmy Jansson, Cazzi Opeia, Peter Boström, Thomas G:son, estos dos últimos también compositores de «Euphoria», tema anterior con el que Loreen ganó el Melodifestivalen 2012. De esta forma, Loreen se convirtió en la octava persona en ganar más de una vez el concurso sueco.
El segundo puesto fue para los debutantes Marcus & Martinus con la canción pop «Air», obteniendo un total de 138 puntos, siendo la segunda opción tanto del público como del jurado. El tercer puesto fue también para un acto debutante en el concurso, el grupo de rock Smash into Pieces con la canción «Six Feet Under» con 112 puntos. La cifra récord de 23 521 188 votos fueron recibidos en la final a través de 936 964 dispositivos.
| N.º | Artista                                            | Canción                   | Jurado | Televoto  | Televoto | Lugar | Puntos |
| N.º | Artista                                            | Canción                   | Puntos | Votos     | Puntos   | Lugar | Puntos |
| --- | -------------------------------------------------- | ------------------------- | ------ | --------- | -------- | ----- | ------ |
| 1   | Jon Henrik Fjällgren, Arc North junto a Adam Woods | «Where You Are (Sávežan)» | 23     | 2 017 718 | 58       | 4     | 81     |
| 2   | Tone Sekelius                                      | «Rhythm Of My Show»       | 15     | 1,241,991 | 5        | 12    | 20     |
| 3   | Mariette                                           | «One Day»                 | 35     | 1 184 378 | 16       | 8     | 51     |
| 4   | Marcus & Martinus                                  | «Air»                     | 71     | 2 565 958 | 67       | 2     | 138    |
| 5   | Panetoz                                            | «On My Way»               | 22     | 1 837 663 | 25       | 9     | 47     |
| 6   | Maria Sur                                          | «Never Give Up»           | 10     | 1 786 719 | 37       | 10    | 47     |
| 7   | Smash Into Pieces                                  | «Six Feet Under»          | 53     | 2 431 405 | 59       | 3     | 112    |
| 8   | Kiana                                              | «Where Did You Go»        | 37     | 1 841 580 | 39       | 6     | 76     |
| 9   | Nordman                                            | «Släpp Alla Sorger»       | 8      | 1 854 602 | 36       | 11    | 44     |
| 10  | Loreen                                             | «Tattoo»                  | 92     | 3 783 148 | 85       | 1     | 177    |
| 11  | Theoz                                              | «Mer Av Dig»              | 42     | 1 915 643 | 36       | 5     | 78     |
| 12  | Paul Rey                                           | «Royals»                  | 56     | 1 060 383 | 1        | 7     | 57     |

#### Desglose de Votaciones
| Votación del Jurado Internacional            | Votación del Jurado Internacional | Votación del Jurado Internacional | Votación del Jurado Internacional | Votación del Jurado Internacional | Votación del Jurado Internacional | Votación del Jurado Internacional | Votación del Jurado Internacional | Votación del Jurado Internacional | Votación del Jurado Internacional | Votación del Jurado Internacional |
| Artista                                      | Canción                           | Bandera de Croacia                | Bandera de Austria                | Bandera de Letonia                | Bandera de Bélgica                | Bandera de Malta                  | Bandera de Australia              | Bandera de Alemania               | Bandera de España                 | Total                             |
| -------------------------------------------- | --------------------------------- | --------------------------------- | --------------------------------- | --------------------------------- | --------------------------------- | --------------------------------- | --------------------------------- | --------------------------------- | --------------------------------- | --------------------------------- |
| Jon Henrik Fjällgren, Arc North & Adam Woods | «Where You Are (Sávežan)»         | 1                                 | 3                                 | 1                                 | 5                                 | 6                                 | 4                                 | 0                                 | 3                                 | 23                                |
| Tone Sekelius                                | «Rhythm Of My Show»               | 6                                 | 1                                 | 3                                 | 0                                 | 0                                 | 0                                 | 0                                 | 5                                 | 15                                |
| Mariette                                     | «One Day»                         | 2                                 | 7                                 | 7                                 | 3                                 | 5                                 | 2                                 | 3                                 | 6                                 | 35                                |
| Marcus & Martinus                            | «Air»                             | 7                                 | 8                                 | 8                                 | 10                                | 10                                | 10                                | 10                                | 8                                 | 71                                |
| Panetoz                                      | «On My Way»                       | 5                                 | 2                                 | 2                                 | 4                                 | 4                                 | 1                                 | 4                                 | 0                                 | 22                                |
| Maria Sur                                    | «Never Give Up»                   | 0                                 | 0                                 | 0                                 | 2                                 | 0                                 | 6                                 | 1                                 | 1                                 | 10                                |
| Smash Into Pieces                            | «Six Feet Under»                  | 3                                 | 6                                 | 6                                 | 6                                 | 7                                 | 8                                 | 7                                 | 10                                | 53                                |
| Kiana                                        | «Where Did You Go»                | 0                                 | 4                                 | 10                                | 0                                 | 3                                 | 5                                 | 8                                 | 7                                 | 37                                |
| Nordman                                      | «Släpp Alla Sorger»               | 4                                 | 0                                 | 0                                 | 1                                 | 1                                 | 0                                 | 2                                 | 0                                 | 8                                 |
| Loreen                                       | «Tattoo»                          | 8                                 | 12                                | 12                                | 12                                | 12                                | 12                                | 12                                | 12                                | 92                                |
| Theoz                                        | «Mer Av Dig»                      | 12                                | 5                                 | 5                                 | 7                                 | 2                                 | 3                                 | 6                                 | 2                                 | 42                                |
| Paul Rey                                     | «Royals»                          | 10                                | 10                                | 4                                 | 8                                 | 8                                 | 7                                 | 5                                 | 4                                 | 56                                |

| Artista                                      | Canción                   | Votos     | Grupos de Edad | Grupos de Edad | Grupos de Edad | Grupos de Edad | Grupos de Edad | Grupos de Edad | Grupos de Edad | Grupos de Edad | Puntos |
| Artista                                      | Canción                   | Votos     | 3-9            | 10-15          | 16-29          | 30-44          | 45-59          | 60-74          | 75+            | Llamadas       | Puntos |
| -------------------------------------------- | ------------------------- | --------- | -------------- | -------------- | -------------- | -------------- | -------------- | -------------- | -------------- | -------------- | ------ |
| Jon Henrik Fjällgren, Arc North & Adam Woods | «Where You Are (Sávežan)» | 2 017 718 | 6              | 5              | 5              | 7              | 7              | 10             | 10             | 8              | 58     |
| Tone Sekelius                                | «Rhythm Of My Show»       | 1 241 991 | 3              | 1              | 1              | 0              | 0              | 0              | 0              | 0              | 5      |
| Mariette                                     | «One Day»                 | 1 184 378 | 0              | 0              | 0              | 1              | 3              | 6              | 4              | 2              | 16     |
| Marcus & Martinus                            | «Air»                     | 2 565 958 | 10             | 10             | 10             | 8              | 8              | 7              | 7              | 7              | 67     |
| Panetoz                                      | «On My Way»               | 1 837 663 | 5              | 7              | 6              | 3              | 1              | 0              | 2              | 1              | 25     |
| Maria Sur                                    | «Never Give Up»           | 1 786 719 | 4              | 6              | 2              | 2              | 4              | 5              | 8              | 6              | 37     |
| Smash Into Pieces                            | «Six Feet Under»          | 2 431 405 | 8              | 4              | 8              | 10             | 10             | 8              | 1              | 10             | 59     |
| Kiana                                        | «Where Did You Go»        | 1 841 580 | 7              | 8              | 3              | 4              | 5              | 3              | 6              | 3              | 39     |
| Nordman                                      | «Släpp Alla Sorger»       | 1 854 602 | 2              | 2              | 7              | 5              | 6              | 4              | 5              | 5              | 36     |
| Loreen                                       | «Tattoo»                  | 3 783 148 | 1              | 12             | 12             | 12             | 12             | 12             | 12             | 12             | 85     |
| Theoz                                        | «Mer Av Dig»              | 1 915 643 | 12             | 3              | 4              | 6              | 2              | 2              | 3              | 4              | 36     |
| Paul Rey                                     | «Royals»                  | 1 060 383 | 0              | 0              | 0              | 0              | 0              | 1              | 0              | 0              | 1      |

## Audiencias
| Gala      | Fecha                 | Audiencia    | Audiencia               | Ref.   |
| Gala      | Fecha                 | Espectadores | Porcentaje de audiencia | Ref.   |
| --------- | --------------------- | ------------ | ----------------------- | ------ |
| Gira 1    | 4 de febrero de 2023  | 2 795 000    | 78,5%                   | [ 30 ] |
| Gira 2    | 11 de febrero de 2023 | 2 731 000    | 75,2%                   | [ 31 ] |
| Gira 3    | 18 de febrero de 2023 | 2 493 000    | 72,5%                   | [ 32 ] |
| Gira 4    | 25 de febrero de 2023 | 2 704 000    | 74,5%                   | [ 32 ] |
| Semifinal | 4 de marzo de 2023    | 2 315 000    | 72,4%                   | [ 33 ] |
| Final     | 11 de marzo de 2023   | 3 419 000    | 82,85%                  | [ 34 ] |